# Lithobius hadzii
Lithobius hadzii är en mångfotingart som beskrevs av Matic och Darabantu 1968. Lithobius hadzii ingår i släktet Lithobius och familjen stenkrypare.
Artens utbredningsområde är Kroatien. Inga underarter finns listade i Catalogue of Life.